# Provincia de Maule
La provincia del Maule fue una antigua división político administrativa de Chile, creada el 30 de agosto de 1826, de la parte norte de la antigua Intendencia de Concepción, que en el Proceso de Independencia se llama comúnmente provincia de Concepción. Su capital era Cauquenes.
La provincia de Maule fue creada con las leyes federales de 1826, junto con otras 7 (Coquimbo, Aconcagua, Santiago, Colchagua, Concepción, Valdivia y Chiloé), y estaba compuesta por:
| Delegación | Cabecera   |
| ---------- | ---------- |
| Cauquenes  | Cauquenes  |
| Linares    | Linares    |
| Parral     | Parral     |
| Itata      | Quirihue   |
| San Carlos | San Carlos |

La provincia de Maule tenía como límites en el río Maule por el norte y los ríos Ñuble e Itata por el Sur.
En la Constitución de 1828, se estableció de la división de Chile, en ocho provincias. (Coquimbo, Aconcagua, Santiago, Colchagua, Maule, Concepción, Valdivia y Chiloé).
Con la Constitución de 1833, las provincias se dividieron en departamentos. Los departamentos en subdelegaciones y estas, a su vez, en distritos. La provincia del Maule quedó conformada así por:
| Departamento | Cabecera   |
| ------------ | ---------- |
| Cauquenes    | Cauquenes  |
| Linares      | Linares    |
| Parral       | Parral     |
| Itata        | Quirihue   |
| San Carlos   | San Carlos |

El 2 de febrero de 1848, a partir del departamento de San Carlos y del departamento de Chillán de la provincia de Concepción, se formó la provincia de Ñuble.
En 1856, la provincia estaba compuesta por los siguientes departamentos:
| Departamento | Cabecera     |
| ------------ | ------------ |
| Linares      | Linares      |
| Parral       | Parral       |
| Constitución | Constitución |
| Itata        | Quirihue     |
| Cauquenes    | Cauquenes    |

El 11 de diciembre de 1873, el presidente de la República Federico Errázuriz Zañartu formal el decreto que crea la provincia de Linares, por lo que la provincia de Maule quedó compuesta de la siguiente forma:
| Departamento | Cabecera     |
| ------------ | ------------ |
| Constitución | Constitución |
| Itata        | Quirihue     |
| Cauquenes    | Cauquenes    |

El 8 de noviembre de 1901, el presidente de la República Germán Riesco, creó el departamento de Chanco con lo que la provincia quedó conformada de la siguiente forma:
| Departamento | Cabecera     |
| ------------ | ------------ |
| Constitución | Constitución |
| Itata        | Quirihue     |
| Cauquenes    | Cauquenes    |
| Chanco       | Chanco       |

De acuerdo al DFL 8582, del 30 de diciembre de 1927, la provincia del Maule tenía como capital Linares. Se suprimió el departamento de Chanco y se segregó el departamento de Itata.
Así, desde febrero de 1928, la provincia contaba con los siguientes departamentos:
| Departamento | Cabecera     |
| ------------ | ------------ |
| Linares      | Linares      |
| Parral       | Parral       |
| Loncomilla   | San Javier   |
| Constitución | Constitución |
| Cauquenes    | Cauquenes    |

Luego, en 1936, se restituyó la provincia de Linares. Entonces, la Provincia de Maule llegó a constar de tres departamentos: Cauquenes, con Cauquenes, la capital provincial como única comuna, Chanco, con Chanco como única comuna, y Constitución, con las comunas de Constitución y Empedrado.
| Departamento | Cabecera     |
| ------------ | ------------ |
| Cauquenes    | Cauquenes    |
| Chanco       | Chanco       |
| Constitución | Constitución |

Durante los años 1970, ya en el siglo XX, ocurre un nuevo cambio en la división política-administrativa del país, con la creación de las regiones. Se crea la Región del Maule, a partir de las provincias de Curicó, Linares, Maule y Talca. La Región del Maule, que da compuesta por las provincias de Curicó, Linares y Talca, a las que se le suma posteriormente, la provincia de Cauquenes. La región es regida por un intendente, y la provincia es regida por un gobernador. Se reforma el nivel provincial y el nivel comunal. Se suprimen los departamentos y distritos (estos últimos actualmente se utilizan por el INE como distritos censales para efectos de los censos).
Otros efectos que tuvo la regionalización fue que, la comuna de Constitución y una parte de la de Empedrado se anexaron a la provincia de Talca. Otra parte de la comuna de Empedrado, que comprende el poblado de Nirivilo y sectores adyacentes, fue anexada a la comuna de San Javier, de la provincia de Linares.